# Moncagua
Moncagua é um município localizado no departamento de San Miguel, em El Salvador.